# Joseph Abah Eneojo
Joseph Abah Eneojo (* 16. Februar 1990) ist ein nigerianischer Badmintonspieler. 

## Karriere
Joseph Abah Eneojo gewann bei der Afrikameisterschaft 2011 jeweils Bronze im Mixed und im Herrendoppel. Bei den Panafrikanischen Spielen des gleichen Jahres erkämpfte er sich Gold mit dem nigerianischen Team.

## Sportliche Erfolge
| Saison | Veranstaltung       | Disziplin    | Platz | Name                                |
| ------ | ------------------- | ------------ | ----- | ----------------------------------- |
| 2011   | Afrikameisterschaft | Mixed        | 3     | Joseph Abah Eneojo / Grace Gabriel  |
| 2011   | Afrikameisterschaft | Herrendoppel | 3     | Joseph Abah Eneojo / Victor Makanju |
| 2011   | Afrikaspiele        | Team         | 1     | Nigeria                             |